# Saint Genet comédien et martyr
Saint Genet comédien et martyr de Jean Paul Sartre es una biografía de 642 páginas en su edición original (el libro más largo escrito por Sartre hasta esa fecha), sobre la vida delictual y la obra literaria de Jean Genet. El libro es finalmente más una obra del pensador Sartre que sobre la vida de Genet.

## Historia: los amigos, el editor y los libros
En La Cérémonie des adieux (La ceremonia del Adiós), Simone de Beauvoir cuenta que debió arrebatarle a Sartre el manuscrito de "Saint Genet comédien et martyr" (San Genet, comediante y mártir), para que su compañero no lo arrojara al fuego.
Genet y Sartre, en 1952, año en que se lanza el libro, ya tenían una relación de un par de años. Ambos habían publicado en la Editorial Gallimard (propiedad de Gaston Gallimard), que en 1936 rechazó la novela "Melancholía" de Sartre, para luego lanzarla en 1938 pero con el nombre que él propuso: La náusea. De ahí en adelante la publicación de títulos se hizo recurrente, e incluso, después de la guerra, Gallimard le encargó la edición de la revista mensual Les Temps Modernes. Con respecto a Genet, el editor empezó las publicaciones en 1942 con el poema El condenado a muerte, en su colección Bibliothèque de la Pléiade (la que actualmente está dedicada exclusivamente a grandes autores). En 1944 publicó en folio la obra teatral Haute Surveillance (Severa Vigilancia) y Journal du voleur (Diario de un ladrón), novela autobiográfica que trata de sus experiencias y crímenes cometidos años antes en París, una vez que fue expulsado del ejército, por ser visto cometiendo “actos ilícitos”. En 1949 sería republicada con un mejor formato. Producto de los crímenes que cometió y que después plasmó en este libro, Genet es mandado a la cárcel, arriesgando una cadena perpetua por diez condenas en su contra. En esta parte de la historia es donde entra una persona que era su entusiasta lector: Jean Cocteau. Se juntó con una cofradía de artistas que estaban en la ciudad en ese momento (Sartre y Picasso entre otros) para pedir al mismísimo Presidente de la República que lo absolviera de su pena. Fue revocada en 1948 y Genet nunca más volvió a la cárcel.
Insertado en el círculo de artistas de la época, comparte con Sartre, Beauvoir, Matisse, Giacometti etc. Gallimard decide publicar un libro con todas sus obras, que hasta el momento estaban dispersas por la suya y otras editoriales, además de autoediciones del autor. El tomo contemplaría novelas, poesía y un par de obras de teatro, entre ellas Le Bonnes (Las Sirvientas). El prólogo, sería un ensayo de Jean Paul Sartre, enfocado a guiar al público burgués a la buena comprensión de la obra de Genet.

## Publicación
El proyecto, así como el trabajo de Sartre, comenzó en 1950. De la primera versión del prólogo, se publicaron seis fragmentos en Les Temps Modernes, entre julio y noviembre de 1950. Luego el trabajo se extendió por casi dos años. Lo que empezó como prólogo llegó a una extensión casi superior a las obras completas. Obligó a Gallimard a lanzar el libro, en 1951, partiendo por su tomo dos, lo escrito por Genet. Tendría que esperar hasta 1952 para lanzar el tomo uno: Oeuvres complètes de Jean Genet: Jean Paul Sartre, Saint Genet comédien et martyr.

## La obra
El título del libro hace referencia a Le Veritable Saint Genest Tragédie (La Verdadera Tragedia de San Genest), última obra escrita por Jean Rotrou, contemporáneo de Corneille y Richelieu, en 1645. En ella, Genest es un actor que se debate entre el espectáculo, la religión y la muerte, en una representación frente al emperador.
Hasta ese momento las obras de Genet eran, en su mayoría, fuertemente autobiográficas. De ahí Sartre saca el material para su trabajo. Decide hundirse en lo más profundo de la vida del delincuente, pederasta y comediante. El texto es tildado de “monstruoso” y verdaderamente lo es. Sartre despliega una obsesión predicativa alrededor de las vivencias de Genet, de la primera experiencia que le llama la atención (cuando el niño Genet es pillado robando en la cocina), se extiende durante cincuenta páginas. No era tan raro para la época o para Francia en el siglo XX, entre Proust, Genet y Sartre vemos la misma obsesión: lo quieren escribir todo, al igual que Honoré de Balzac y su Comedia Humana en el siglo XIX.
En esta biografía psicoanalítica y materialista, una definición sigue a otra, abriendo tópicos que son profundizados exhaustivamente. Literalmente, es capaz de decir todo de una experiencia. Susan Sontag, en su ensayo "Saint Genet, de Sartre" hace notar que el texto es incomprensible; disgregado y contradictorio, independiente de que la obra de Sartre avance por etapas, marcando lo que él llama las “metamorfosis” de su personaje: la que lo convierte en ladrón, la del esteta y la del escritor. El orden cronológico y las etapas de la vida de Genet son la médula que crea sentido a la estructuración del texto. Es evidente, y Sontag lo nota, que el comediante se vuelve una excusa para el filósofo Sartre, el cual, en las más de seiscientas páginas, se apropia de su vida, para dar rienda suelta a su propio pensamiento. No tan solo podemos leer el más lúcido análisis de lo escrito por Genet, sino que también una profunda reflexión, que parte desde el criminal, el marginado, hasta llegar al sujeto de Existencialismo. La capacidad filosófica de Sartre, nos remite a toda la tradición del pensamiento europeo desde Descartes, pasando por Hegel, hasta llegar a Heidegger, Husserl y Bataille. Para Sartre, este libro es su tratado más extenso sobre el existencialismo (hasta ese año).
Eduardo Grüner, en el prólogo a la edición de Losada 2003, piensa que no todo en Saint Genet comédien et martyr es filosofía. Él también ve mucho de literatura. Las quejas de aquellos que consideran el libro una montaña inescrutable, él las responde diciendo que se calmen, que tienen que ver la literatura. En esos términos, la opinión de Simone de Beauvoir resulta esclarecedora. Ella ve en Saint Genet… un texto bisagra dentro de la obra de su compañero; se ubica entre "L'Etre et le Néant" (El ser y la Nada) y "La Critique de la raison dialectique" (La Crítica de la razón dialéctica), entre "Baudelaire" y "L'Idiot de la famille" (El Idiota de la familia), entre su compromiso con la filosofía, y el que adquiere de ahí en adelante con la literatura.

## Consecuencias en Genet
Las obras de Genet siguieron causando conmoción. Entre la fascinación y el horror, recibía elogios de algunas personas y censuras de varios países. No pasó lo mismo con Sartre, la burguesía supo reaccionar. Su amigo no. Genet dejaría de escribir por cinco años, había sentido un ultraje, un robo: “me dio como una náusea, vi que me había desnudado alguien diferente a mí mismo… Sartre me despojó sin ninguna ceremonia, con modales de húsar… Necesité tiempo para reponerme… creó en mí un vacío que actuó como una especie de deterioro psicológico.”. Durante ese silencio pudo alzar la voz para acusar al dúo Sartre-Cocteau de “haberlo transformado en una estatua”.
Finalmente el extenso trabajo de Sartre pasó a la categoría de grandes obras del pensamiento contemporáneo; hecho esto poco y nada se dijo del libro, en comparación con sus otras obras.